# Juliusz Firkowski
Juliusz Firkowski (* 20. Dezember 1952 in Lublin) ist ein ehemaliger polnischer Radrennfahrer und nationaler Meister im Radsport.

## Sportliche Laufbahn
Seine erste Berufung in die polnische Nationalmannschaft hatte er 1973 zur Tour of Scotland, die er auf dem 35. Rang beendete. 1974 und 1977 wurde Firkowski nationaler Meister im Einzelzeitfahren. Im Mannschaftszeitfahren siegte er mit Legia Warschau 1974 im Titelrennen. Das Rennen Dookoła Mazowsza hatte er 1974 für sich entscheiden können. 1976 siegte er auf der 6. Etappe der DDR-Rundfahrt und wurde 14. des Gesamtklassements. Auch 1972 war er am Start der DDR-Rundfahrt, er wurde 47. im Endklassement. Nach mehreren schweren Verletzungen beendete er seine Laufbahn 1977. Seit 1985 lebt er in Deutschland.